# Bangladeschische Cricket-Nationalmannschaft in Südafrika in der Saison 2021/22
Die Tour der bangladeschischen Cricket-Nationalmannschaft nach Südafrika in der Saison 2021/22 fand vom 18. März bis zum 11. April 2022 statt. Die internationale Cricket-Tour war Bestandteil der Internationalen Cricket-Saison 2021/22 und umfasste zwei Tests und drei One-Day Internationals. Die Tests waren Teil der ICC World Test Championship 2021–2023, die ODIs der ICC Cricket World Cup Super League 2020–2023. Bangladesch gewann die ODI-Serie 2–1, während Südafrika die Test-Serie mit 2–0 für sich entscheiden konnte.

## Vorgeschichte
Südafrika bestritt zuvor eine Tour in Neuseeland, Bangladesch gegen Afghanistan. Das letzte Aufeinandertreffen der beiden Mannschaften bei einer Tour fand in der Saison 2017/18 in Südafrika statt.

## Stadien
Die folgenden Stadien wurden für die Tour als Austragungsort vorgesehen und am 9. Februar 2022 bekanntgegeben.
| Stadion                  | Stadt        | Kapazität | Spiele      |
| ------------------------ | ------------ | --------- | ----------- |
| Centurion Park           | Centurion    | 22.000    | 1. & 3. ODI |
| Sahara Stadium Kingsmead | Durban       | 25.000    | 1. Test     |
| Wanderers Stadium        | Johannesburg | 34.000    | 2. ODI      |
| Sahara Oval St George's  | Gqeberha     | 19.000    | 2. Test     |

## Kaderlisten
Bangladesch benannte seinen Test-Kader am 3. März 2022.
Südafrika benannte seinen ODI-Kader am 8. März und seinen Test-Kader am 17. März 2022.
| Test | Test | ODI | ODI |
| Südafrika | Bangladesch | Südafrika | Bangladesch |
| --- | --- | --- | --- |
| - Dean Elgar (K) - Temba Bavuma (VK) - Daryn Dupavillon - Sarel Erwee - Simon Harmer - Keshav Maharaj - Wiaan Mulder - Duanne Olivier - Keegan Petersen - Ryan Rickelton - Lutho Sipamla - Glenton Stuurman - Kyle Verreynne (wk) - Lizaad Williams - Khaya Zondo | - Mominul Haque (K) - Abu Jayed - Ebadot Hossain - Khaled Ahmed - Mahmudul Hasan Joy - Mehidy Hasan Miraz - Mushfiqur Rahim - Najmul Hossain Shanto - Nurul Hasan (wk) - Litton Das (wk) - Shadman Islam - Shakib Al Hasan - Shohidul Islam - Shoriful Islam - Taijul Islam - Tamim Iqbal - Taskin Ahmed - Yasir Ali | - Temba Bavuma (K) - Keshav Maharaj (VK) - Rassie van der Dussen - Zubayr Hamza - Marco Jansen - Quinton de Kock (wk) - Janneman Malan - Aiden Markram - David Miller - Lungi Ngidi - Wayne Parnell - Andile Phehlukwayo - Dwaine Pretorius - Kagiso Rabada - Tabraiz Shamsi - Kyle Verreynne | - Tamim Iqbal (K) - Afif Hossain - Ebadot Hossain - Khaled Ahmed - Litton Das - Mahmudul Hasan Joy - Mahmudullah - Mehidy Hasan Miraz - Mushfiqur Rahim (wk) - Mustafizur Rahman - Najmul Hossain Shanto - Nasum Ahmed - Shakib Al Hasan - Shoriful Islam - Taskin Ahmed - Yasir Ali |

## One-Day Internationals

### Erstes ODI in Centurion
| 18. März Scorecard | Centurion | Bangladesch 314-7 (50)          | – | Südafrika 276 (48.5) |
|                    |           | Bangladesch gewinnt mit 38 Runs |   |                      |

Südafrika gewann den Münzwurf und entschied sich als Feldmannschaft zu beginnen. Für Bangladesch begannen Tamim Iqbal und Litton Das und konnten eine Partnerschaft über 95 Runs erreichen. Nachdem Iqbal nach 41 Runs ausgeschieden war, verlor auch kurz darauf Das sein Wicket nach einem Half-Century über 50 Runs. Daraufhin konnten Shakib Al Hasan und Yasir Ali eine Partnerschaft über 115 Runs aufbauen, bevor beide nach einem jeweiligen Fifty Al Hasan nach 77 Runs und Ali nach 50 Runs, ausschieden. Ihnen folgten Mahmudullah und Afif Hossain. Hossain schied nach 17 Runs aus und wurde durch Mehidy Hasan Miraz gefolgt. Mahmudullah verlor nach 25 Runs sein Wicket und das Innings endete nach einer Vorgabe von 315 Runs, als Miraz bei 19* Runs Stand. Beste Bowler für Südafrika waren Keshav Maharaj mit 2 Wickets für 56 Runs und Marco Jansen mit 2 Wickets für 57 Runs. Für Südafrika erzielte Eröffnungs-Batter Kyle Verreynne 21 Runs. Daraufhin bildete sich zwischen Kapitän Temba Bavuma und Rassie van der Dussen eine Partnerschaft über 85 Runs. Bavuma schied nach 31 Runs aus und wurde durch David Miller ersetzt. Van der Dussen verlor nach einem Half-Century über 86 Runs sein Wicket. Millar fand Keshav Maharaj für eine weitere Partnerschaft, bevor er selbst nach 79 Runs ausschied und durch Lungi Ngidi gefolgt wurde. Als Maharaj nach 23 Runs ausschied, endete das Innings im vorletzten Over und Ngidi hatte bis dahin 15* Runs erreicht. Beste Bowler für Bangladesch war Miraz mit 4 Wickets für 61 Runs und Taskin Ahmed mit 3 Wickets für 36 Runs. Als Spieler des Spiels wurde Shakib Al Hasan ausgezeichnet.

### Zweites ODI in Johannesburg
| 20. März Scorecard | Johannesburg | Bangladesch 194-9 (50)          | – | Südafrika 195-3 (37.2) |
|                    |              | Südafrika gewinnt mit 7 Wickets |   |                        |

Bangladesch gewann den Münzwurf und entschied sich als Schlagmannschaft zu beginnen. Eröffnungs-Batter Litton Das konnte 15 Runs erzielen und es dauerte bis zum sechsten Wicket bis sich eine Partnerschaft zwischen Mahmudullah und Afif Hossain über 60 Runs aufbaute. Mahmudullah schied nach 25 Runs aus und wurde dich Mehidy Hasan Miraz ersetzt, der mit Hossain zusammen 86 Runs erreichte. Kurz nachdem Hossain nach einem Half-Century über 72 Runs ausgeschieden war, fiel auch das Wicket von Miraz nach 38 Runs. Die verbliebenen Batter konnten die Vorgabe auf 195 Runs erhöhen. Beste Bowler für Südafrika war Kagiso Rabada mit 5 Wickets für 39 Runs. Für Südafrika konnten Eröffnungs-Batter Janneman Malan und Quinton de Kock eine Partnerschaft über 86 Runs erzielen. Malan verlor sein Wicket nach 26 Runs und de Kock kurz darauf nach einem Fifty über 62 Runs. Daraufhin konnten Kyle Verreynne und Kapitän Temba Bavuma eine Partnerschaft über 82 Runs erzielen, bis Bavuma nach 37 Runs ausschied. Verreynne gelang es dann die Vorgabe einzuholen und hatte zu diesem Zeitpunkt ein Half-Century über 58 Runs erzielt. Die drei Wickets für Bangladesch erzielten Afif Hossain, Shakib Al Hasan und Mehidy Hasan Miraz. Als Spieler des Spiels wurde Kagiso Rabada ausgezeichnet.

### Drittes ODI in Centurion
| 23. April Scorecard | Centurion | Südafrika 154 (37)                | – | Bangladesch 156-1 (26.3) |
|                     |           | Bangladesch gewinnt mit 9 Wickets |   |                          |

Südafrika gewann den Münzwurf und entschied sich als Schlagmannschaft zu beginnen. Die südafrikanischen Eröffnungs-Batter Janneman Malan und Quinton de Kock erreichten eine Partnerschaft über 46 Runs, bevor de Kock nach 12 Runs sein Wicket verlor. Malan schied nach 39 Runs aus, bevor David Miller 16 Runs und Dwaine Pretorius 20 Runs erzielten. Es konnten sich noch Keshav Maharaj etablieren, jedoch endete das Innings nach 37. Overn als dieser sein Wicket nach 28 Runs verlor. Bester Bowler für Bangladesch war Taskin Ahmed mit 5 Wickets für 35 Runs. Die bangladeschischen Eröffnungs-Batter Tamim Iqbal und Litton Das konnten eine Partnerschaft über 127 Runs erreichen, bevor Das nach 48 Runs ausschied. Dicht darauf folgte Shakib Al Hasan, der zusammen mit Iqbal die Vorgabe im 27. Over einholte. Iqbal hatte zu diesem Zeitpunkt ein Half-Century über 87 Runs erzielt, Al Hasan 18 Runs. Das südafrikanische Wicket erzielte Keshav Maharaj. Als Spieler des Spiels wurde Taskin Ahmed ausgezeichnet.

## Tests

### Erster Test in Durban
| 31. März – 4. April Scorecard | Durban | Südafrika 367 (121) & 204 (74) | – | Bangladesch 298 (115.5) & 53 (19) |
|                               |        | Südafrika gewinnt mit 220 Runs |   |                                   |

Bangladesch gewann den Münzwurf und entschied sich als Feldmannschaft zu beginnen. Die südafrikanischen Eröffnungs-Batter Dean Elgar und Sarel Erwee konnten eine Partnerschaft über 113 Runs aufbauen, bevor Elgar nach einem Fifty über 67 Runs und kurz darauf auch Erwee nach 41 Runs ihre Wickets verloren. Für sie kam Keegan Petersen und Temba Bavuma auf das Feld, wobei Peterson nach 19 Runs ausschied. Nachdem Ryan Rickelton nach 21 Runs sein Wicket verloren hatte und ihm Kyle Verreynne gefolgt war, endete der Tag beim Stand von 233/4. Am zweiten Tag schied Verreynne nach 28 Runs aus, bevor Bavuma mit Keshav Maharaj einen weiteren Partner fand. In dieser Partnerschaft verlor Bavuma nach einem Half-Century über 93 Runs sein Wicket und kurz darauf schied nach Maharaj nach 19 Runs aus. Von den verbliebenen Battern konnte Simon Harmer mit 38 Runs die meisten Runs zum Ergebnis von 367 Runs beitragen. Beste bangladeschische Bowler waren Khaled Ahmed mit 4 Wickets für 92 Runs und Mehidy Hasan Miraz mit 3 Wickets für 94 Runs. Von den bangladeschischen Eröffnungs-Battern konnte sich Mahmudul Hasan Joy etablieren. An seiner Seite erzielte zunächst Najmul Hossain Shanto 38 Runs, bevor der Tag beim Stand von 98/4 endete. Am dritten Tag konnten an der Seite von Joy Litton Das 41 Runs, Yasir Ali 22 Runs und Mehidy Hasan Miraz 29 Runs erzielen, bevor Joy nach einem Century über 137 Runs aus 326 Bällen das letzte Wicket des Innings verlor. Beste südafrikanische Bowler waren Simon Harmer mit 4 Wickets für 103 Runs und Lizaad Williams mit 3 Wickets für 54 Runs. Kurz nach dem Innings-Wechsel endete der Tag beim Stand von 6/0. Am vierten Tag konnte Kapitän Dean Elgar zunächst ein Fifty über 64 Runs erreichen, wobei er teilweise von Keegan Petersen, der 36 Runs erzielte begleitet wurde. Von den verbliebenen Battern konnte Ryan Rickelton mit 39 Runs die meisten Runs zur Vorgabe von 274 Runs für Bangladesch beitragen. Beste Bowler für Bangladesch waren Ebadot Hossain mit 3 Wickets für 40 Runs und Mehidy Hasan Miraz mit 3 Wickers für 85 Runs. Bevor der Tag endete, verlor Bangladesch früh drei Wickets und erreichte einen Stand von 11/3. Am fünften Tag konnten lediglich Najmul Hossain Shanto mit 26 Runs und Taskin Ahmed mit 14 Runs eine zweistellige Run-Zahl erreichen, bevor Bangladesch nach 19 Overn sein letztes Wicket verlor. Die südafrikanischen Bowler, die dieses erreichten, waren Keshav Maharaj mit 7 Wickets für 32 Runs und Simon Harmer mit 3 Wickets für 21 Runs. Als Spieler des Spiels wurde Keshav Maharaj ausgezeichnet.

### Zweiter Test in Port Elizabeth
| 8. – 11. April Scorecard | Gqeberha | Südafrika 453 (136.2) & 176-6 (39.5) | – | Bangladesch 217 (74.2) & 80 (23.3) |
|                          |          | Südafrika gewinnt mit 33 Runs        |   |                                    |

Südafrika gewann den Münzwurf und entschied sich als Schlagmannschaft zu beginnen. Für Südafrika begann Kapitän Dean Elgar zusammen mit Sarel Erwee. Erwee schied nach 24 Runs aus und wurde durch Keegan Petersen ersetzt. Dieser erzielte zusammen mit Elgar eine Partnerschaft über 81 Runs, bevor Elgar nach einem Half-Century über 70 Runs ausschied. Auch Pietersen (64 Runs) und der Elgar nachfolgende Temba Bavuma (67 Runs) erreichten jeweils ein Fifty, wobei Ryan Rickelton an dessen Seite ebenfalls 42 Runs erreichte. Nachdem deren Wickets gefallen waren, endete der Tag beim Stand von 278/5. Am zweiten Tag verlor Kyle Verreynne nach 22 Runs sein Wicket, bevor sich Keshav Maharaj noch einmal etablieren konnte. Nachdem sein Partner Wiaan Mulder nach 33 Runs ausgeschieden war, verlor auch Maharaj sein Wicket nach 84 Runs. Von den verbliebenen Battern war Simon Harmer mit 29 Runs der erfolgreichste und so stieg die Vorgabe für Bangladesch auf 454 Runs. Beste Bowler für Bangladesch waren Taijul Islam mit 6 Wickets für 135 Runs und Khaled Ahmed mit 3 Wickets für 100 Runs. Für Bangladesch konnte Eröffnungs-Batter Tamim Iqbal zusammen mit Najmul Hossain Shanto eine Partnerschaft über 79 Runs aufbauen, bevor Iqbal nach 47 Runs ausschied. Kurz darauf verlor auch Shanto sein Wicket nach 33 Runs und es konnte sich zum Abschluss des Tages Mushfiqur Rahim etablieren. Der Tag endete beim Stand von 139/5. Am dritten Tag konnte Yasir Ali an der Seite von Rahim 46 Runs erreichen und Rahim verlor sein Wicket nach einem Half-Century über 51 Runs. Das Innings endete mit einem Rückstand von 236 Runs. Beste südafrikanischen Bowler waren Wiaan Mulder mit 3 Wickets für 25 Runs und Simon Harmer mit 3 Wickets für 39 Runs. Für Südafrika eröffneten Sarel Erwee und Dean Elgar das Innings mit einer Partnerschaft über 60 Runs. Elgar schied nach 26 Runs aus und Erwee nach 41 Runs. Es folgre Temba Bavuma, der zusammen mit Kyle Verreynne eine weitere Partnerschaft aufbauen konnte. Bavuma verlor sein Wicket nach 30 Runs und bald darauf deklarierte Südafrika das Innings mit einer Vorgabe von 413 Runs, als Verreynne 39* Runs erreicht hatte. Bester Bowler für Bangladesch war Taijul Islam mit 3 Wickets für 67 Runs. Bangladesch verlor drei frühe Wickets und nachdem Tamim Iqbal nach 13 Runs ausgeschieden war, wurde der Tag beim Stand von 27/3 beendet. Am vierten Tag mussten die Südafrikaner Sarel Erwee und Wiaan Mulder das Spiel verlassen, nachdem sie positiv auf SARS-COV-2 getestet worden waren, und wurden durch Khaya Zondo und Glenton Stuurman ersetzt. Danach konnten lediglich Litton Das mit 27 Runs und Mehidy Hasan Miraz mit 20 Runs eine zweistellige Run-Zahl erreichen, bevor Bangladesch die deutliche Niederlage hinnehmen musste. Beste südafrikanische Bowler waren Keshav Maharaj mit 7 Wickets für 40 Runs und Simon Harmer mit 3 Wickets für 34 Runs. Als Spieler des Spiels wurde Keshav Maharaj ausgezeichnet.

## Auszeichnungen

### Player of the Series
Als Player of the Series wurden der folgende Spieler ausgezeichnet.
| Serie | Player of the Series |
| ----- | -------------------- |
| Test  | Keshav Maharaj       |
| ODI   | Taskin Ahmed         |

### Player of the Match
Als Player of the Match wurden die folgenden Spieler ausgezeichnet.
| Spiel   | Player of the Match |
| ------- | ------------------- |
| 1. Test | Keshav Maharaj      |
| 2. Test | Keshav Maharaj      |
| 1. ODI  | Shakib Al Hasan     |
| 2. ODI  | Kagiso Rabada       |
| 3. ODI  | Taskin Ahmed        |